# Болтовы
Болтовы (также писались Болты) — старинный дворянский род.
Согласно летописным свидетельствам, дворянский род этой фамилии ведёт своё начало от смоленского шляхтича Никифора Федоровича Болтова и его сыновей, Корнилия и Ивана Никифоровичей.
Губернским дворянским депутатским собранием род Болтовых был записан в VI часть дворянской родословной книги Тверской губернии Российской империи и был утверждён Герольдией Правительствующего Сената в древнем (столбовом) дворянстве.

## Описание герба
В золотом щите лазуревый пояс с двумя выступами вверх и двумя вниз.
Щит увенчан дворянским коронованным шлемом. Нашлемник: два буйволовых рога, правый золотой, левый лазуревый. Намёт: лазуревый с золотом.
Герб этого дворянского рода был записан в Часть XII Общего гербовника дворянских родов Всероссийской империи, страница 86.